# Polydrusus mollis
Espèce
Polydrusus mollis est une espèce d'insectes coléoptères de la famille des Curculionidae.